# Dirty South (producent muzyczny)
Dirty South, właśc. Dragan Roganović (ur. 15 listopada 1978 w Belgradzie) – serbsko-australijski DJ i producent muzyczny. Jako nastolatek wyemigrował wraz z rodziną do australijskiego Melbourne, gdzie mieszka do dziś. Jego twórczość przeważa w gatunek progressive house i house.
Roganović swoją przygodę z muzyką zaczynał już w latach 90. grając na gitarze, a kariera producenta ruszyła w 2004 roku. Rok później wydał pierwszy singiel pt. „Sleazy”. W 2006 roku zyskał 2 nominacje do australijskiej nagrody Australian Music Industry, a w 2007 roku zajął drugie miejsce w rankingu In the Mix 50 DJ Poll. Dirty South wykonał wiele remiksów dla znanych nazwisk, jak chociażby Kaskade, Miike Snow, Tiësto czy David Guetta. Na koncie ma współpracę m.in. z Sebastianem Ingrosso, Axwellem czy Alesso. W 2010 roku założył swoją własną wytwórnię Phazing Records, a rok później ruszyła jego comiesięczna audycja radiowa Phazing Radio.
Dirty South pierwszy raz znalazł się w rankingu DJ Mag już w 2007 roku. 4 lata później zajął pozycję 93., a w 2012 roku – 72.
W marcu 2013 roku Roganović wydał swój debiutancki album Speed of Life.

## Dyskografia

### Albumy
- 2013: Speed of Life
- 2014: With You

### Kompilacje
- 2006: Clubwork 2
- 2006: Onelove 5
- 2007: Ministry of Sound – Sessions Four
- 2007: CR2 Live & Direct
- 2008: Vicious Cuts 2008
- 2008: Toolroom Knights
- 2009: Ministry of Sound – Sessions Six

### Single
- 2005: „Sleazy”
- 2006: „It’s Too Late (Ride On)”
- 2006: „Dirty South”
- 2007: „Everybody Freakin” (oraz MYNC Project)
- 2007: „Let It Go” (oraz Rudy)
- 2007: „Minority”
- 2008: „Better Day” (oraz Paul Harris; gościnnie: Rudy)
- 2008: „D10”
- 2008: „Shield” (oraz D Ramirez)
- 2008: „The End”
- 2009: „Open Your Heart” (oraz Axwell, Rudy)
- 2009: „Alamo”
- 2009: „We Are” (oraz Rudy)
- 2009: „Meich” (oraz Sebastian Ingrosso)
- 2009: „How Soon Is Now” (oraz David Guetta, Sebastian Ingrosso; gościnnie: Julie McKnight)
- 2010: „Stopover” (oraz Mark Knight)
- 2010: „Phazing” (oraz Rudy)
- 2011: „Alive” (oraz Thomas Gold; gościnnie: Kate Elsworth)
- 2011: „Walking Alone” (oraz Those Usual Suspects; gościnnie: Erik Hecht)
- 2012: „Eyes Wide Open” (oraz Thomas Gold; gościnnie: Kate Elsworth)
- 2012: „City of Dreams” (oraz Alesso; gościnnie: Ruben Haze)
- 2012: „Rift” (oraz Michael Brun)
- 2013: „Halo” (oraz Deniz Koyu)
- 2013: „Champions”
- 2013: „Your Heart” (gościnnie: Joe Gil)
- 2013: „Until the End” (gościnnie: Joe Gil)
- 2014: „Unbreakable” (gościnnie: Sam Martin)
- 2015: „Find A Way” (gościnnie: Rudy)
- 2016: „All Of Us” (gościnnie: ANIMA!)
- 2016: „Jest Dream” (gościnnie: Rudy)
- 2016: „Drift”
- 2017: „I Swear” (gościnnie: ANIMA!)
- 2017: „The First Time” (gościnnie: Rudy)

### Remiksy
2004
- Dalassandro – „Dial L” (Dirty South Remix)

2005
- Freemasons – „Love on My Mind” (Dirty South Remix)
- Gaelle – „Give It Back” (Dirty South Remix)
- Isaac James – „Body Body” (Dirty South Remix)
- mrTimothy – „I’m on My Way (I’m Coming)” (Dirty South Remix)
- Silosonic – „Somethin” (Dirty South Remix)
- Soulwax – „NY Excuse” (Dirty South Remix)
- Spektrum – „Kinda New” (Dirty South Remix)
- T-Funk feat. Inaya Day – „The Glamorous Life” (Dirty South Remix)

2006
- Ferry Corsten – „Watch Out” (Dirty South Remix)
- Depeche Mode – „Just Can’t Get Enough” (Dirty South Remix)
- Evermore – „It’s Too Late (Ride On)” (Dirty South Remix)
- Isaac James – „Just Can’t Handle This” (Dirty South Remix)
- Chris Lake feat. Laura V – „Changes” (Dirty South Remix)
- Fedde Le Grand – „Put Your Hands Up for Detroit” (Dirty South Remix)
- Mind Electric – „Dirty Cash (Money Talks)” (Dirty South Remix)
- mrTimothy – „Stand by Me” (Dirty South Remix)
- Rogue Traders – „Watching You” (Dirty South Remix)
- Led Zeppelin – „Babe I'm Gonna Leave You” (Dirty South Remix)
- TV Rock feat. Nancy Vice – „Bimbo Nation” (Dirty South Remix)
- TV Rock feat. Seany B – „Flaunt It” (Dirty South Remix)
- Vandalism – „Never Say Never” (Dirty South Remix)

2007
- Chab feat. JD Davis – „Closer to Me” (Dirty South Remix)
- Cicada – „The Things You Say” (Dirty South Remix)
- Funky Green Dogs – „Reach for Me” (Dirty South Remix)
- Kaskade – „Sorry” (Dirty South Remix)
- Meck feat. Dino – „Feels Like Home” (Dirty South Remix)
- Mark Ronson feat. Daniel Merriweather – „Stop Me” (Dirty South Remix)
- Roger Sanchez – „Not Enough” (Dirty South Remix)
- Wink – „Higher State of Consciousness” (Dirty South Remix)
- Tiësto feat. Christian Burns – „In the Dark” (Dirty South Remix)
- Tracey Thorn – „Grand Canyon” (Dirty South Remix)
- David Guetta – „Baby When the Light” (Dirty South Remix)

2008
- Buy Now – „Body Crash” (Dirty South Remix)
- Snoop Dogg – „Sexual Eruption” (Dirty South Remix)
- John Dahlbäck – „Pyramid” (Dirty South Remix)
- The Pussycat Dolls – „When I Grow Up” (Dirty South Remix)
- PNAU – „With You Forever” (Dirty South Remix)

2009
- Axwell, Sebastian Ingrosso, Steve Angello & Laidback Luke feat. Deborah Cox – „Leave the World Behind” (Dirty South Remix)
- U2 – „I’ll Go Crazy If I Don’t Go Crazy Tonight” (Dirty South Remix)
- The Temper Trap – „Sweet Disposition” (Dirty South & Axwell Remix)

2010
- Miike Snow – „Silvia” (Dirty South & Sebastian Ingrosso Remix)

2011
- Diddy – „Coming Home” (Dirty South Remix)
- Jeremy Olander – „Airsteala” (Dirty South Remix)
- Skylar Grey – „Invisible” (Dirty South Remix)
- Nero – „Me and You” (Dirty South Remix)

2012
- Michael Brun – „Rise” (Dirty South Edit)
- Miike Snow – „Devil’s Work” (Dirty South Remix)
- John Dahlbäck – „Embrace Me” (Dirty South Remix)

2013
- Monsta – „Messiah” (Dirty South Remix)
- Dirty South feat. Joe Gil – „Until the End” (Dirty South Remix)

2015
- Zedd feat. Jon Bellion – „Beautiful Now” (Dirty South Remix)

2016
- Dirty South feat. ANIMA! – „All Of Us” (Dirty South Remix)

2017
- Dirty South feat. ANIMA! – „I Swear” (Dirty South Remix)
- Zoo Brazil feat. Niara – „Never Had” (Dirty South Remix)